# Paragominas FC
Der Paragominas Futebol Clube, in der Regel nur kurz Paragominas genannt, ist ein Fußballverein aus Paragominas im brasilianischen Bundesstaat Pará.
Aktuell spielt der Verein in der Staatsmeisterschaft von Pará.

## Erfolge
- Staatsmeisterschaft von Pará – Série B: 2012

## Stadion
Der Verein trägt seine Heimspiele im Estádio Arena do Município Verde in Paragominas aus. Das Stadion hat ein Fassungsvermögen von 10.000 Personen. Eigentümer der Sportstätte ist die Stadtverwaltung von Paragominas.

## Trainerchronik
Stand: 27. Juni 2021
| Trainer            | Nation    | von               | bis              |
| ------------------ | --------- | ----------------- | ---------------- |
| Marcinho Guerreiro | Brasilien | 22. November 2021 | 13. Februar 2022 |